# Eden (Town, Iowa County)
Die Town of Eden ist eine von 14 Towns im Iowa County im US-amerikanischen Bundesstaat Wisconsin. Im Jahr 2010 hatte die Town of Eden 355 Einwohner.
Town hat in Wisconsin eine grundlegend andere Bedeutung, als im übrigen englischsprachigen Bereich. Vielmehr entspricht sie den in den anderen US-Bundesstaaten üblichen Townships, die nach dem County die nächstkleinere Verwaltungseinheit bilden.
Das Gebiet der Town of Eden ist Bestandteil der Metropolregion Madison.

## Geografie
Die Town of Eden liegt im Südwesten Wisconsins. Der am Mississippi gelegene Schnittpunkt der drei  Bundesstaaten Wisconsin, Iowa und Minnesota liegt rund 120 km nordwestlich; nach Illinois sind es rund 65 km in südlicher Richtung.
Die geografischen Koordinaten des Zentrums der Town of Eden sind 42°58′27″ nördlicher Breite und 90°20′58″ westlicher Länge. Sie erstreckt sich über eine Fläche von 91,4 km². Die Town of Eden umschließt vollständig die selbstständige Gemeinde Cobb, ohne dass diese der Town angehört. 
Die Town of Eden liegt im Westen des Iowa County und grenzt an folgende Nachbartowns:
| Town of Castle Rock (Grant County)                   | Town of Highland                            |                    |
| Town of Wingville (Grant County) Village of Montfort | Kompassrose, die auf Nachbargemeinden zeigt | Town of Dodgeville |
| Town of Clifton (Grant County)                       | Town of Mifflin                             | Town of Linden     |

## Verkehr
Der U.S. Highway 18 und der hier deckungsgleich verlaufende Wisconsin State Highway 80 führen in West-Ost-Richtung durch die Town. Daneben führen durch das Gebiet der Town of Eden noch die County Highways B, G, und I. Alle weiteren Straßen sind untergeordnete Landstraßen sowie teils unbefestigte Fahrwege.
Mit dem Iowa County Airport befindet sich rund 20 km südöstlich ein kleiner Flugplatz. Die nächsten Verkehrsflughäfen sind der Dubuque Regional Airport in Iowa (rund 85 km südsüdwestlich), der Dane County Regional Airport in Wisconsins Hauptstadt Madison (rund 100 km ostnordöstlich) und der Chicago Rockford International Airport (rund 170 km südöstlich).

## Bevölkerung
Nach der Volkszählung im Jahr 2010 lebten in der Town of Eden 355 Menschen in 136 Haushalten. Die Bevölkerungsdichte betrug 3,9 Einwohner pro Quadratkilometer. In den 136 Haushalten lebten statistisch je 2,61 Personen. 
Ethnisch betrachtet setzte sich die Bevölkerung zusammen aus 94,6 Prozent Weißen, 0,3 Prozent Asiaten sowie 3,7 Prozent aus anderen ethnischen Gruppen; 1,4 Prozent stammten von zwei oder mehr Ethnien ab. Unabhängig von der ethnischen Zugehörigkeit waren 5,1 Prozent der Bevölkerung spanischer oder lateinamerikanischer Abstammung. 
22,0 Prozent der Bevölkerung waren unter 18 Jahre alt, 63,9 Prozent waren zwischen 18 und 64 und 14,1 Prozent waren 65 Jahre oder älter. 47,9 Prozent der Bevölkerung war weiblich.
Das mittlere jährliche Einkommen eines Haushalts lag bei 63.750 USD. Das Pro-Kopf-Einkommen betrug 31.304 USD. 9,0 Prozent der Einwohner lebten unterhalb der Armutsgrenze.

## Ortschaften in der Town of Eden
Neben Streubesiedlung existiert in der Town of Eden keine weitere Siedlung.